# محمد عتیقه‌چی
محمد عتیقه‌چی (زاده ۸ مرداد ۱۳۲۸ در تهران) سرتیپ خلبان مک‌دانل داگلاس اف-۴ فانتوم ۲ بازنشسته نیروی هوایی ارتش ایران است. وی در خلال جنگ ایران و عراق از خلبانان ارتش بود.

## زندگی‌نامه
محمد عتیقه‌چی در سال ۱۳۲۸ در محله راه‌آهن شهر تهران زاده شد. وی پس از اتمام تحصیلات در دبیرستان حکیم نظامی در سال ۱۳۴۷ به نیروی هوایی پیوست. و جهت تکمیل آموزش در سال ۱۳۴۸ به همراه ۱۹ نفر دیگر به پاکستان اعزام شد و در سال ۱۳۵۰ با درجه ستوان دومی به ایران بازگشت.
عتیقه‌چی برای پرواز با هواپیمای F 4 انتخاب و به پایگاه هوایی شیراز منتقل می‌شود. پس از طی دوران آموزش کابین عقب هواپیمای فانتوم اواخر سال ۱۳۵۳ به پایگاه یکم شکاری مهرآباد برای گذراندن دوره کابین جلو منتقل می‌شود. بعد از این تاریخ تا سال ۱۳۵۶ در گردان ۱۲ شکاری ماند.
با شروع جنگ ایران و عراق وی ماموریت‌های موفقی با ۲۵۰۰ ساعت پرواز، سرنگونی ۳ فروند میگ ۲۱ عراقی و ۲ فروند میگ ۲۳ عراقی را در کارنامه خود دارد که برخی از آنان تأیید نشده‌است. پس از سانحه‌ای که در سال ۱۳۶۵ به وقوع می‌پیوندد و از ناحیه کمر دچار بشدت مصدوم و جانباز می‌شود به تهران انتقال پیدا می‌کند.
وی در تاریخ آبان سال ۱۳۶۷ با درجه سرتیپی بازنشسته شد.

## افتخارات
از افتخارات او میتوان به بمباران H2 (در نزدیکی H3 و محل انبار مهمات عراق ) و فرود هواپیمای اف-۴ فانتوم بدون سیستم هیدرولیک اشاره کرد.